# Ceraclea brachycerca
Ceraclea brachycerca är en nattsländeart som beskrevs av Yang och Tian 1989. Ceraclea brachycerca ingår i släktet Ceraclea och familjen långhornssländor. Inga underarter finns listade i Catalogue of Life.